# 佐賀県農業協同組合

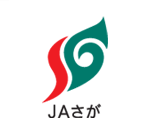
JAさがのシンボルマーク

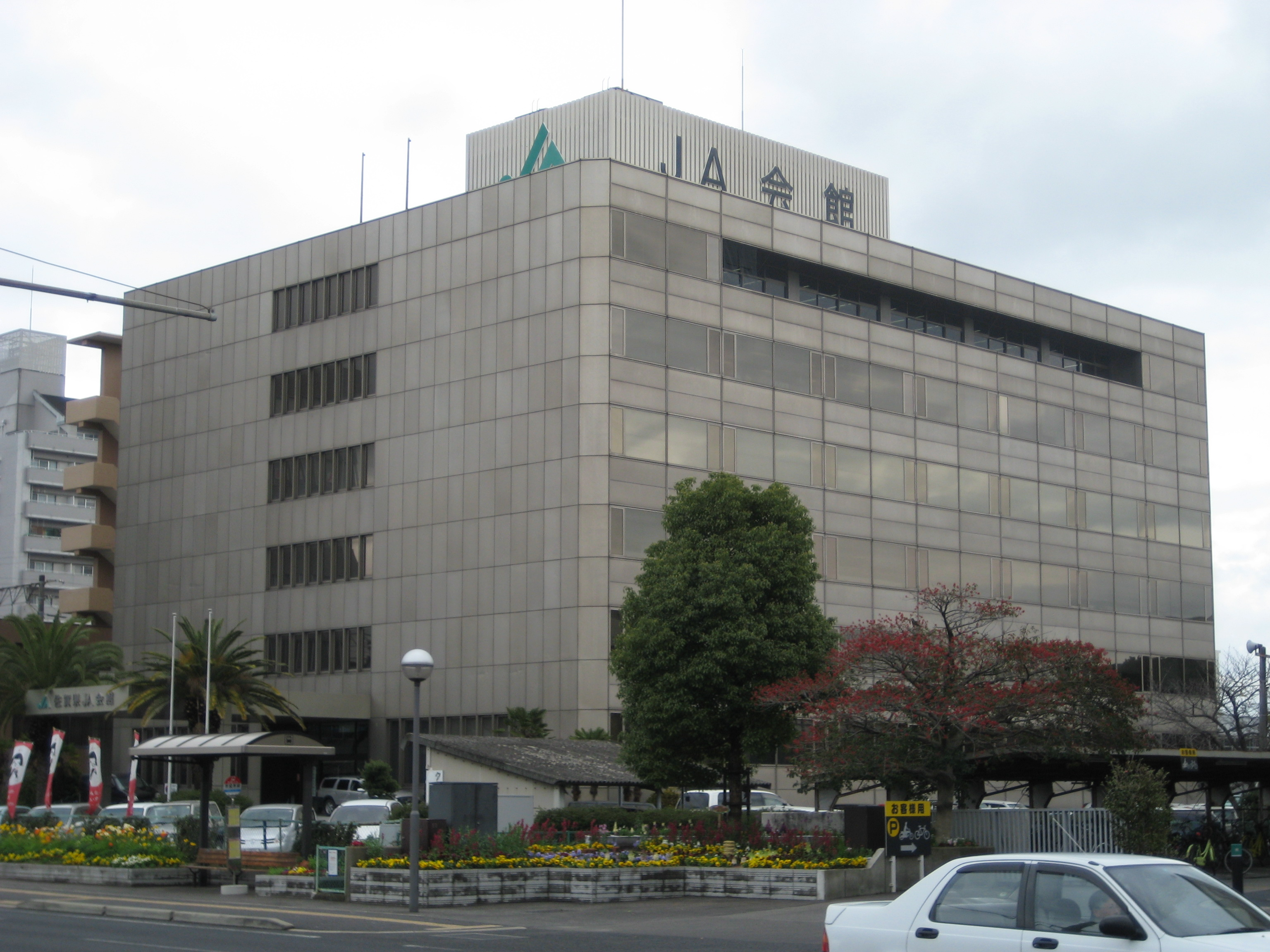
2017年までの旧会館

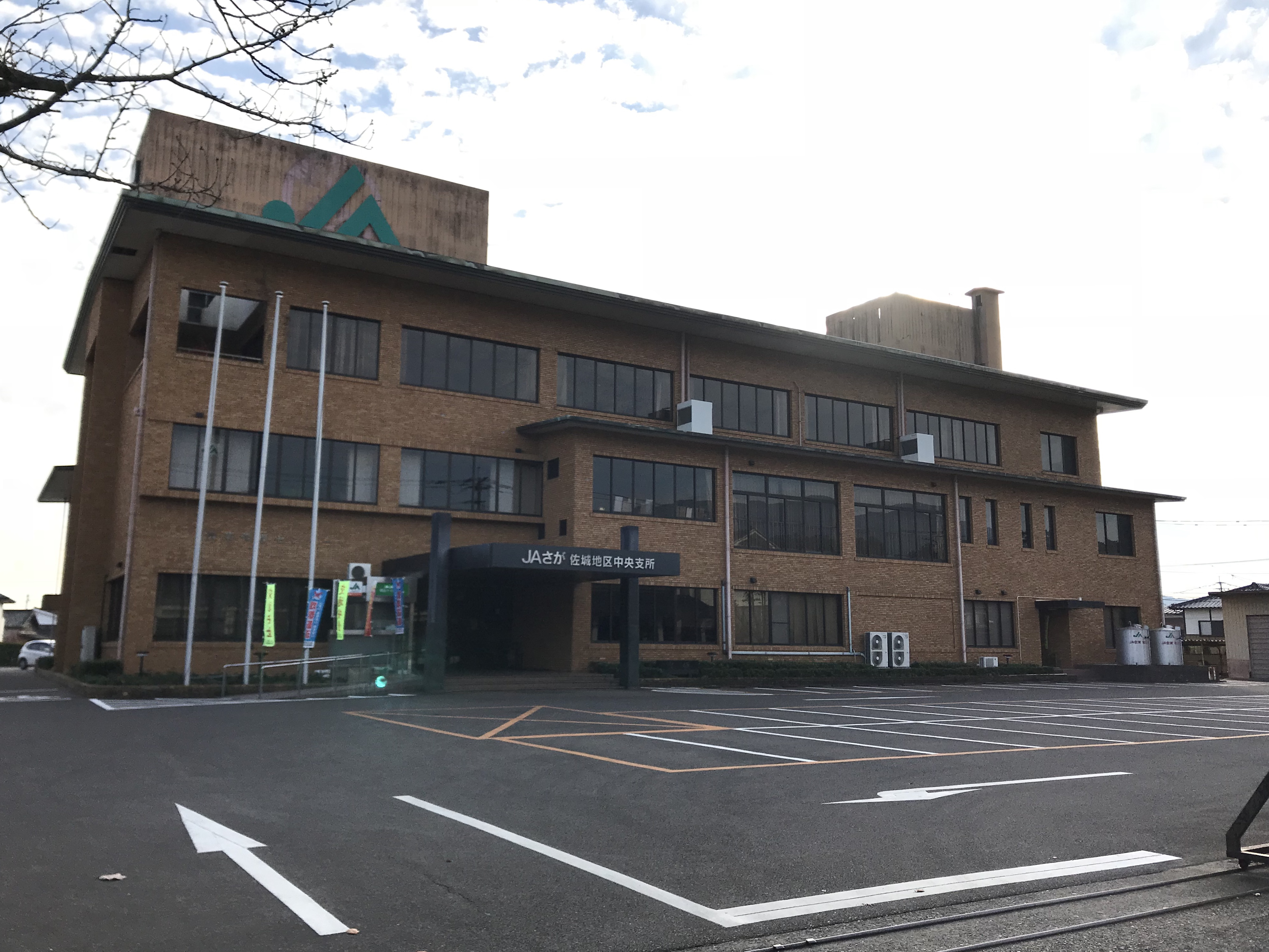
佐城地区中央支所

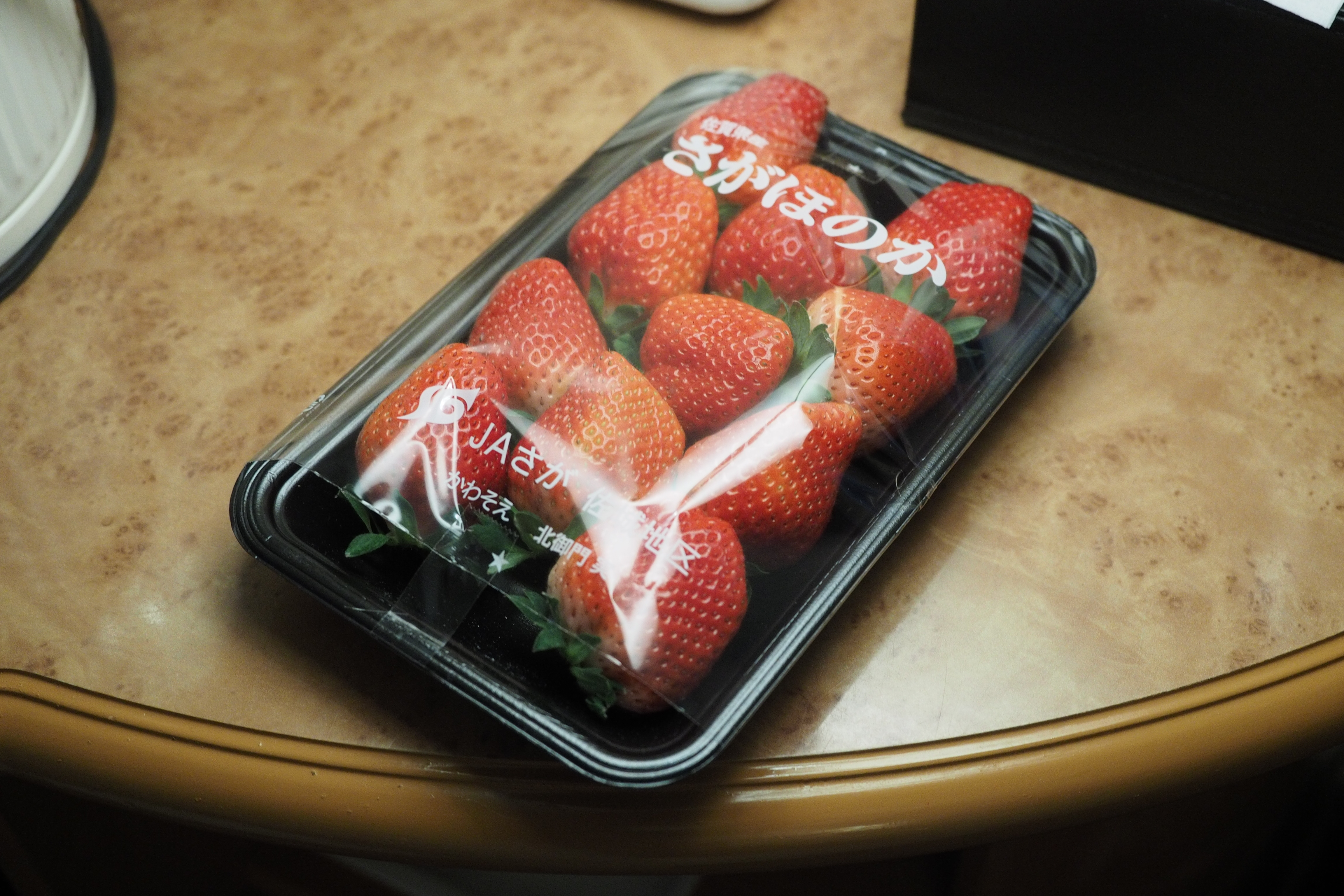
さがほのか

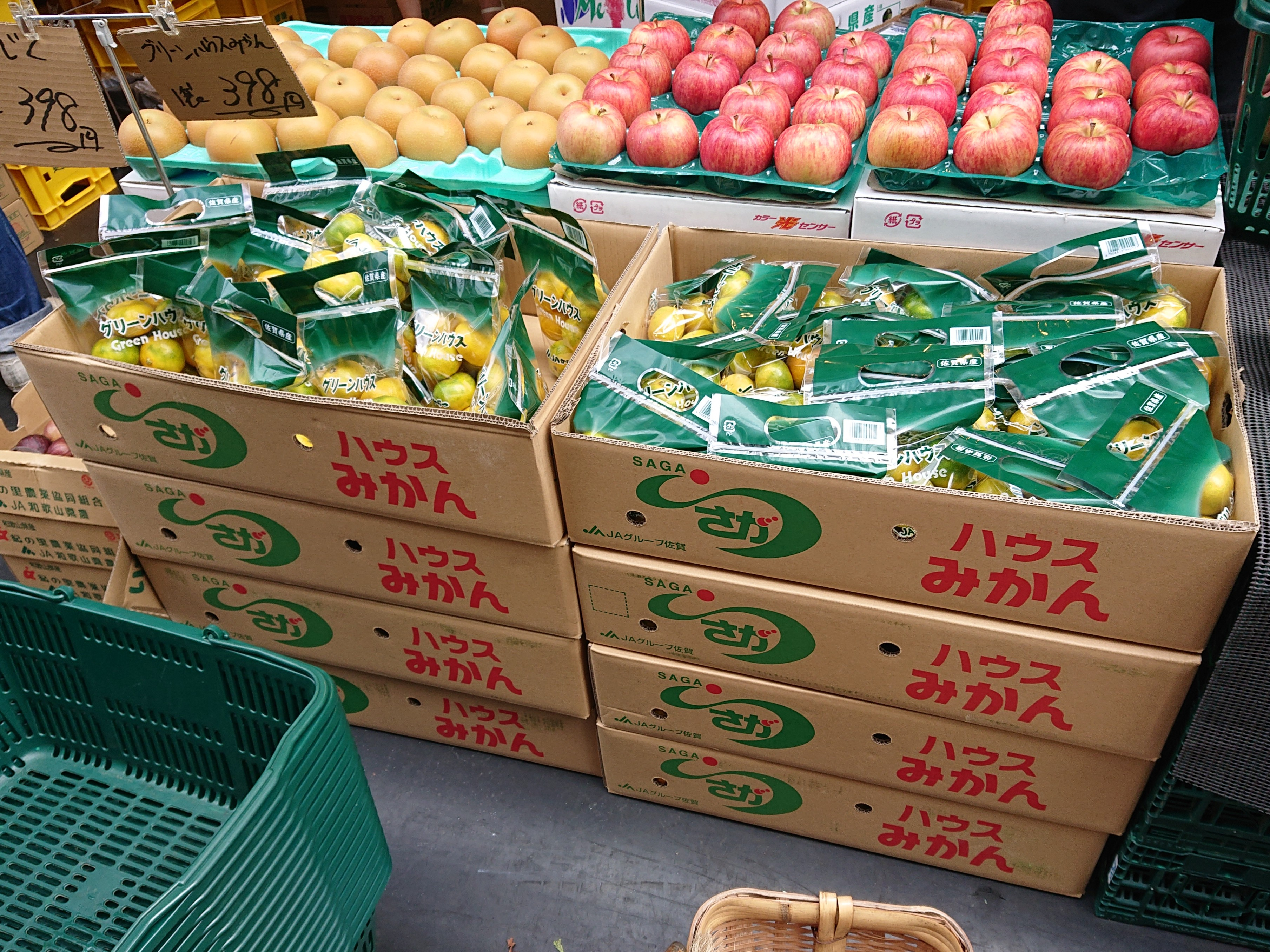
ハウスみかん

佐賀県農業協同組合（さがけんのうぎょうきょうどうくみあい、英称：JA Saga ）は、佐賀県の大部分をエリアとする農業協同組合である。略称はJAさが。

## 概要
九州随一の農業県である佐賀県では、奈良県、沖縄県に次ぐ県内単一JAの設置を目指し、県内に多数あった中小JAの統廃合を繰り返してきた。
そして2007年4月1日、県内にあるJAのうち、県内単一JA構想に同意した以下の8つのJAが合併して発足した。
- 佐賀市農業協同組合（昭和の大合併で佐賀市の一部となった地域）
- 佐城農業協同組合（小城市、多久市及び旧佐賀郡の一部）
- 諸富町農業協同組合（旧佐賀郡諸富町）
- 富士町農業協同組合（旧佐賀郡富士町）
- さが東部農業協同組合（鳥栖市及び三養基郡）
- 神埼郡農業協同組合（神埼市及び神埼郡吉野ヶ里町）
- 佐賀みどり農業協同組合（武雄市、嬉野市、鹿島市、藤津郡太良町及び杵島郡の一部）
- 白石地区農業協同組合（杵島郡白石町）

県内単一JA構想の第2段階として、半年後の10月1日には、JA佐賀経済連が解散し、その事業を引き継いだ。しかし、現在でも佐賀市中心部と佐賀松浦地区の3JAが独自路線を歩んでおり、県内単一JAの実現には至っていない。
JAバンクなどの信用事業、JA共済などの共済事業、資産管理事業、地域農業・経済事業、冠婚葬祭事業の5事業を手がけているが、経済連事業を引き継いだことで、「佐賀牛」の販売促進も柱の一つとなった。
2017年7月に「ガバナンス（企業統治）の強化」「事業統合によるコストダウン」「会社の枠を越えた商品開発」を目的に農産物加工や購買生活関連といったグループ会社9社を傘下に置く持株会社2社（「JAさが食品ホールディングス（HD）」・「JAさがアグリ・ライフホールディングス（HD）」）を設立した。地域農協が関連会社をHD化するのは全国初の取り組みとなる。

## 本所・支所
- 本所：佐賀県佐賀市栄町3-32
  - 中部地区・8支所（中央支所：佐賀市本庄町大字本庄280-5）
    - 佐賀市（北川副町、本庄町、西与賀町、嘉瀬町、高木瀬、金立町、久保泉町、巨勢町、蓮池町、兵庫町、兵庫南、諸富町、富士町）

  - 佐城地区・13支所（中央支所：小城市小城町東小路158-1）
    - 小城市、多久市、佐賀市（川副町、東与賀町、大和町、久保田町）

  - 東部地区・12支所（中央支所：三養基郡みやき町大字原古賀5473-1）
    - 鳥栖市、基山町、みやき町、上峰町

  - 神埼地区・11支所（中央支所：神埼市神埼町鶴3456-5）
    - 神埼市、吉野ヶ里町、佐賀市（三瀬村）

  - みどり地区・12支所（中央支所：杵島郡大町町大字大町1625-1）
    - 武雄市、嬉野市、鹿島市、太良町、大町町、江北町

  - 白石地区・10支所（中央支所：杵島郡白石町大字遠江183-1）
    - 白石町

## 管轄“外”エリアのJA
- 佐賀市中央農業協同組合（JA佐賀市中央。昭和の大合併の時点で既に市だった中心部のエリア）
- 唐津農業協同組合（JAからつ。唐津市と東松浦郡玄海町）
- 伊万里農業協同組合[4]（JA伊万里。伊万里市と西松浦郡有田町）

## 特徴的ブランド
- 米（さがびより、夢しずく、ヒノヒカリ、天使の詩、七夕こしひかり、上場産こしひかり）
- もち米（佐賀よかもち）
- 佐賀牛、佐賀産和牛
- 豚肉（肥前さくらポーク、若楠ポーク[5]）
- 鶏肉（骨太有明鶏[6]）
- 牛乳（さが生まれ）
- 苺（さがほのか、いちごさん）
- 温州みかん（さが美人）
かつて（JA大合併前）は県が開発した「サガマンダリン」という品種に力を入れていた時期もあったが、栽培が難しいこともあり現在はあまり作られていない。
- かんきつ（にじゅうまる）
- 茶（うれしの茶、栄西茶）

## グループ会社

### JAさが食品ホールディングス傘下
- 株式会社JAフーズさが
- 株式会社ジェイエイビバレッジ佐賀
- 株式会社JAさが富士町加工食品

### JAさがアグリ・ライフホールディングス傘下
- 株式会社ジェイエイオート佐賀
- 株式会社JAライフサポート佐賀
- 株式会社JA建設クリエイトさが
- 株式会社JA段ボールさが
- JAセレモニーさが株式会社
- コスモ株式会社

### その他
食品事業
- 株式会社JA食糧さが

流通
- 株式会社佐賀青果市場
- 株式会社Aコープ佐賀

農業生産・支援
- 有限会社アグリベースにいやま
- 株式会社バイオテック富士

福祉・介護
- 佐賀総合福祉株式会社